# Hanne Dahl
Pour les articles homonymes, voir Dahl.
Hanne Dahl, née le 30 août 1970 à Aalborg, est une femme politique danoise.
Membre du Mouvement de juin, elle siège au Parlement européen de 2008 à 2009.